# Guldbaggegalan 2025
Guldbaggegalan 2025 var den 60:e upplagan av Guldbaggegalan, och belönade 2024 års mest framstående insatser inom svensk film. Galan ägde rum den 13 januari 2025 på Cirkus i Stockholm, och direktsändes i SVT1 och SVT Play. Shima Niavarani ledde galan för andra året i rad.

## Förändringar
Förändringarna inför 2025 års gala innefattde ett återinförande av kategorin Årets nykomling, nu under namnet Guldpiga, ett borttagande av det kritiserade kravet på att nominerade skådespelare måste ha minst en (1) tidigare rollprestation, samt ett utökande av antalet nominerade i kategorin Bästa kortfilm, från tre till fyra.

## Jury
Vinnarjuryn inför 2025 års Guldbaggegala bestod av:
- juryordförande Anna Carlson, skådespelare
- Jeanette Gentele, kritiker
- Alex Haridi, manusförfattare, ordförande Sveriges Dramatikerförbund
- Fredrik Heinig, producent
- Björn Kjellman, skådespelare
- Cilla Rörby, kostymdesigner
- Anna Sise, skådespelare
- Jens Sjögren, regissör
- Ita Zbroniec Zajt, fotograf

## Nominerade
Flertalet nomineringar för filmåret 2024 presenterades den 17 december 2024.
Omröstningen för Guldbaggens publikpris inleddes på Aftonbladets webbsida påföljande dag, den 18 december, och den 2 januari offentliggjordes de tre nominerade filmerna.
Mottagarna av de tre priser som saknar nominerade (Hedersguldbaggen, Gullspira och Guldpiga) tillkännagavs tillsammans med övriga prismottagare på galan den 13 januari. 
| Bästa film - Passage – Mathilde Dedye - Den sista resan – Lars Beckung och Petra Måhl - Den svenska torpeden – David Herdies, Erik Andersson och Michael Krotkiewski - G – 21 scener från Gottsunda – Göran Hugo Olsson och Melissa Lindgren - Hypnosen – Mimmi Spång | Bästa regi - Levan Akin – Passage - Ernst De Geer – Hypnosen - Filip Hammar och Fredrik Wikingsson – Den sista resan - Loran Batti – G – 21 scener från Gottsunda                                                                |
| Bästa kvinnliga skådespelare i en huvudroll - Bianca Kronlöf – Så länge hjärtat slår - Asta Kamma August – Hypnosen - Josefin Neldén – Den svenska torpeden - Mzia Arabuli – Passage                                                                                  | Bästa manliga skådespelare i en huvudroll - Herbert Nordrum – Hypnosen - Filip Berg – Strul - Pål Sverre Hagen – Släpp taget - Robert Gustafsson – Jönssonligan kommer tillbaka                                                  |
| Bästa kvinnliga skådespelare i en biroll - Eva Melander – Strul - Andrea Edwards – Hypnosen - Lisa Carlehed – Den svenska torpeden - Liv Mjönes – Så länge hjärtat slår                                                                                               | Bästa manliga skådespelare i en biroll - David Fukamachi Regnfors – Hypnosen - Jonas Karlsson – Jönssonligan kommer tillbaka - Magnus Krepper – Jakt - Oscar Skagerberg – Ur mörkret                                             |
| Bästa manus - Ernst De Geer och Mads Stegger – Hypnosen - Filip Hammar och Fredrik Wikingsson – Den sista resan - Frida Kempff och Marietta von Hausswolff von Baumgarten – Den svenska torpeden - Levan Akin – Passage                                               | Bästa klippning - Orvar Anklew och Kalle Lindberg – Avicii – I'm Tim - Britta Norell – Israel Palestina på svensk tv 1958-1989 - Robert Krantz – Hypnosen                                                                        |
| Bästa foto - Lisabi Fridell – Passage - Johan Palm – Sommartider - Nils Eilif Bremdal-Vinell – Ur mörkret | Bästa ljuddesign - Anne Gry Friis Kristensen och Sigrid DPA Jensen – Passage - Calle Buddee Roos – Så länge hjärtat slår - Mathias Schlegel – Düsseldorf, Skåne                                                                  |
| Bästa originalmusik - Lisa Montan – LasseMajas detektivbyrå – Maskoten som försvann - Erik K. Skodvin – Ur mörkret - Ola Fløttum – Jakt | Bästa visuella effekter - Sami Haartemo, Mikko Löppönen, Teemu Pitkänen, Ville Pätsi och Jacob Danell – Den svenska torpeden - Fredrik Nord och Jacob Gåfvels – Stockholm Bloodbath - Simon Öster och Kevin Gullberg – XXL       |
| Bästa kostymdesign - Eugen Tamberg – Den svenska torpeden - My Ek – Nova & Alice - Sandra Haraldsen – Düsseldorf, Skåne | Bästa produktionsdesign - Elle Furudahl – Den svenska torpeden - Helga Bumsch – Düsseldorf, Skåne - Roger Rosenberg – Passage |
| Bästa maskdesign - Kaire Hendrikson – Den svenska torpeden - Sandra Haraldsen – Düsseldorf, Skåne - Therese Sandersson – Jönssonligan kommer tillbaka | Guldbaggens publikpris - Den sista resan – Filip Hammar och Fredrik Wikingsson - En del av dig – Sigge Eklund - Filmen om Kal P Dal – Dag Ösgård och Stefan Källstigen                                                           |
| Bästa kortfilm - The Building and Burning of a Refugee Camp – Dennis Harvey - Däck 5B – Malin Ingrid Johansson - On Hospitality – Layla al Attar and Hotel al Rasheed – Magnus Bärtås och Behzad Khosravi Noori - Parkerad – Wasima Ayad                              | Bästa dokumentärfilm - Den sista resan – Filip Hammar och Fredrik Wikingsson - G – 21 scener från Gottsunda – Loran Batti - Israel Palestina på svensk tv 1958-1989 – Göran Hugo Olsson - Vägen till ingenstans – Johan Palmgren |
| Gullspira - Johanna Bergenstråhle | Guldpiga - Loran Batti – G – 21 scener från Gottsunda |
| Hedersguldbaggen - Lasse Hallström | |

### Filmer med flera vinster
| Nomineringar | Film                 |
| ------------ | -------------------- |
| 4            | Den svenska torpeden |
| 4            | Passage              |
| 3            | Hypnosen             |
| 2            | Den sista resan      |

### Filmer med flera nomineringar
| Nomineringar | Film                                    |
| ------------ | --------------------------------------- |
| 8            | Den svenska torpeden                    |
| 8            | Hypnosen                                |
| 7            | Passage                                 |
| 5            | Den sista resan                         |
| 4            | Düsseldorf, Skåne                       |
| 3            | G – 21 scener från Gottsunda            |
| 3            | Jönssonligan kommer tillbaka            |
| 3            | Så länge hjärtat slår                   |
| 3            | Ur mörkret                              |
| 2            | Israel Palestina på svensk tv 1958-1989 |
| 2            | Jakt                                    |
| 2            | Strul                                   |